# Brandon Hunter
Brandon Lamar Hunter (Cincinnati, Ohio; 24 de noviembre de 1980-Orlando, Florida; 12 de septiembre de 2023) fue un jugador de baloncesto estadounidense que disputó dos temporadas en la NBA y otras ocho en diversos equipos de todo el mundo. Con 2,01 metros de altura, jugaba en la posición de ala-pívot.

## Trayectoria deportiva

### Universidad
Jugó durante cuatro temporadas con los Bobcats de la Universidad de Ohio, en las que promedió 16,9 puntos y 9,7 rebotes por partido. En su primera temporada fue elegido en el mejor quinteto de novatos de la Mid-American Conference, y en las tres restantes en el mejor quinteto absoluto. Acabó su carrera como máximo reboteador histórico de los Bobcats. En 2003 fue el máximo reboteador de toda la División I de Baloncesto Masculino de la NCAA, promediando 12,6 rebotes por partido.

### Profesional
Fue elegido en la quincuagésimo sexta posición del Draft de la NBA de 2003 por Boston Celtics, con los que no debutó hasta el mes de enero, jugando 36 partidos en los que promedió 3,5 puntos y 3,3 rebotes.
Al año siguiente fue incluido en el Draft de Expansión por la llegada a la liga de los Charlotte Bobcats, quienes lo eligieron, pero no llegó a debutar con el equipo, siendo traspasado a Orlando Magic a cambio de Keith Bogans. Allí fue suplente de Grant Hill, promediando 3,1 puntos y 2,2 rebotes por partido.
En 2005 se marchó a jugar a los Sioux Falls Skyforce, todavía en la Continental Basketball Association, y medidada la temporada fichó por el Panathinaikos de la liga griega, marchándose tras ser cortado al Carpisa Napoli de la liga italiana, donde acabó la temporada promediando 12,9 puntos y 4,2 rebotes por partido. Al año siguiente fichó por el TDShop.it Livorno, promediando 14,8 puntos y 8,6 rebotes por partido.
En 2007 ficha por el Angelico Biella, su tercer equipo italiano en tres temporadas, promediando 12,9 puntos y 9,1 rebotes, mientras que al año siguiente se marcha al Premiata Montegranaro, donde sus estadísticas se quedan en 13,3 puntos y 9,5 rebotes por partido. Tras jugar los veranos en la liga de Puerto Rico, en 2009 ficha por el Hapoel Jerusalem de la liga israelí.
Al año siguiente cambia nuevamente de liga, fichando por el Aliağa Petkim de la liga turca, donde promedia 10,8 puntos y 6,3 rebotes por partido. Finalmente, en 2011 es el BK Ventspils de la liga letona el que se hace con sus servicios.

## Estadísticas de su carrera en la NBA

### Temporada regular
| Año     | Equipo  | PJ | PT | MPP  | %TC  | %3P  | %TL  | RPP | APP | ROB | TPP | PPP |
| ------- | ------- | -- | -- | ---- | ---- | ---- | ---- | --- | --- | --- | --- | --- |
| 2003-04 | Boston  | 36 | 12 | 11.3 | .457 | .000 | .442 | 3.3 | .5  | .4  | .0  | 3.5 |
| 2004-05 | Orlando | 31 | 0  | 7.2  | .507 | –    | .538 | 2.2 | .1  | .1  | .2  | 3.1 |
| Total   | Total   | 67 | 12 | 9.4  | .476 | .000 | .488 | 2.8 | .3  | .3  | .1  | 3.3 |

### Playoffs
| Año   | Equipo | PJ | PT | MPP | %TC   | %3P | %TL | RPP | APP | ROB | TPP | PPP |
| ----- | ------ | -- | -- | --- | ----- | --- | --- | --- | --- | --- | --- | --- |
| 2004  | Boston | 3  | 0  | 3.3 | 1.000 | –   | –   | 1.0 | .3  | .0  | .3  | .7  |
| Total | Total  | 3  | 0  | 3.3 | 1.000 | –   | –   | 1.0 | .3  | .0  | .3  | .7  |

## Fallecimiento
Hunter falleció el 12 de septiembre de 2023, a los 42 años de edad. Se informó que Hunter estaba practicando hot yoga en un estudio de yoga de Orlando, Florida, cuando se desplomó.